# Ernst Ludwig von Gerlach

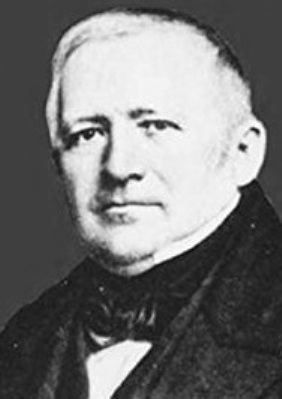
Ernst Ludwig von Gerlach

Ernst Ludwig von Gerlach (* 7. März 1795 in Berlin; † 18. Februar 1877 ebenda) war ein preußischer Politiker, Publizist und Richter. Er gilt als einer der maßgeblichen Begründer und Vordenker der Konservativen Partei in Preußen und war längere Zeit deren Fraktionsführer im Preußischen Abgeordnetenhaus. Er gehörte wie sein Bruder Leopold von Gerlach zum Kreis um die „Kreuzzeitung“, an deren Gründung er ebenfalls führend beteiligt war. Gerlach wird der Strömung des Altkonservatismus zugerechnet.

## Leben

### Herkunft und Jugend
Gerlach wurde 1795 als viertes Kind des ersten Oberbürgermeisters von Berlin, Carl Friedrich Leopold von Gerlach, in eine typische Familie des preußischen Beamtenadels hineingeboren. Unter seinen Brüdern (siehe auch Gebrüder Gerlach) war der spätere General und Adjutant des preußischen Königs Leopold von Gerlach und der Theologe und Hofprediger Otto von Gerlach. Zwischen 1810 und 1815 studierte Ernst Ludwig (mit Unterbrechungen) Rechtswissenschaft an der neugegründeten Universität zu Berlin, danach in Göttingen und Heidelberg und kämpfte 1813 bis 1815 in den Befreiungskriegen, zuletzt im Offiziersrang, wobei er mehrfach verwundet wurde.
Als eine der prägendsten Erfahrungen in Gerlachs Leben erwies sich die Bekanntschaft und Freundschaft mit Adolf von Thadden-Trieglaff, den er 1815 in Berlin zum ersten Mal traf. Nicht zuletzt durch diesen Kontakt befördert, nahmen er und sein Bruder Leopold ab den 1820er Jahren lebhaften Anteil an der Pommerschen Erweckungsbewegung. Die religiöse Prägung, die er durch den Neupietismus in seinen Jugendjahren erhielt, begleitete ihn, sein Handeln und Denken, sein ganzes Leben lang. Auch seine Bekanntschaft mit dem jungen Otto von Bismarck stammt aus dieser Zeit und diesem Kreis.

### Preußischer Staatsdienst

Ansicht einer Seite aus einem der Tagebücher Ernst Ludwig von Gerlachs, Eintrag vom 23. September 1817 (Gerlach-Archiv)

Gerlach trat 1820 in den preußischen Justizdienst ein und wurde 1823 Oberlandesgerichtsrat in Naumburg (Saale). Ab 1829 war er Land- und Stadtgerichtsdirektor in Halle und ab 1835 Vizepräsident des Oberlandesgerichts in Frankfurt (Oder), als Nachfolger seines verstorbenen Bruders Wilhelm. Bereits im Jahr 1827 begründete Gerlach, u. a. mit Ernst Wilhelm Hengstenberg und August Tholuck, die „Evangelische Kirchenzeitung“, die sich im Vormärz zum führenden Organ der frühen Konservativen entwickelte.
Er war Mitglied des „Klubs in der Wilhelmstraße“, der sich die Rekonstruierung des christlich-germanischen Staats als Aufgabe gesetzt hatte, und Mitarbeiter des „Berliner Politischen Wochenblattes“, das von 1831 bis 1841 erschien (nicht zu verwechseln mit dem „Preußischen Wochenblatt“, 1851 bis 1861). 1842 wurde er Geheimer Oberjustizrat, bald darauf Mitglied des Staatsrats und der Gesetzgebungskommission unter Friedrich Carl von Savigny. Neben einer Gutachtertätigkeit für die geplante Einrichtung eines Pressegerichts, war Gerlach hier als Referent für eine überdies beabsichtigte Reform des preußischen Eherechts beschäftigt. Im Jahr 1844 wurde er Chefpräsident des Oberlandes- und Appellationsgerichts in Magdeburg, wo er zusammen mit seinem Bruder Leopold, dem Konsistorialpräsidenten Carl Friedrich Göschel und anderen die Lichtfreunde bekämpfte. 1874 nahm er seinen Abschied.

### Politische Karriere in Landtag und Publizistik
Die Ereignisse des Revolutionsjahrs 1848 stärkten Gerlachs Bereitschaft, auch in der Politik aktiv zu werden. Nachdem er sich im März des Jahres Anfeindungen seitens Berliner und Magdeburger Revolutionäre bezüglich seines Magdeburger Richteramts ausgesetzt sah – die ihn nach eigener Aussage in seinen Positionen nur mehr bestärkten –, trat er auf der „Junkerparlament“ genannten Generalversammlung des „Vereins zur Wahrung der Interessen des Grundbesitzes und zur Förderung des Wohlstands aller Klassen“ im Sommer 1848 mit einer vielbeachteten Rede für die altkonservativen Positionen ein. Eine maßgebliche Rolle spielten er und sein Bruder Leopold ferner in der so genannten „Kamarilla“ um König Friedrich Wilhelm IV.: einer Gruppe einflussreicher Politiker, die versuchten, die Regierungsführung mit dem König in ihrem Sinne zu beeinflussen. Aus dem gleichen Kreis heraus begründete er außerdem im Laufe des Jahres 1848 unter anderem mit Friedrich Julius Stahl die „Neue Preußische Zeitung“, die später wegen des Eisernen Kreuzes auf dem Titelblatt auch „Kreuzzeitung“ genannt wurde, und deren Redaktion Hermann Wagener, ein Vertrauter Gerlachs, übernahm. Gerlach schrieb später für das Blatt die monatliche oder vierteljährliche „Rundschau“ im Sinn der altkonservativen Richtung.
Seit 1849 Mitglied der Ersten Kammer des Preußischen Landtags, des späteren Herrenhauses, kämpfte er wiederum an der Seite Stahls als Vorsitzender der jungen Konservativen Partei einen beharrlichen Kampf gegen den radikalen Liberalismus und die Demokratie und für die Wiederherstellung der „gottgewollten“, vorrevolutionären Ordnung des Ancien Régime. Selbige Ansichten vertrat er auch als Abgeordneter des Erfurter Unionsparlaments. Revolution und Absolutismus galten in seinem politischen Denken als gleichermaßen verheerende Abweichungen vom Ideal eines wohlgeordneten, d. h. Gottes Schöpfungswillen entsprechenden, christlichen Staats. Die Entwicklung seiner politischen Anschauungen wurde früh durch die Schriften Karl Ludwig von Hallers und in späterer Zeit durch die Bekanntschaft und enge Zusammenarbeit mit Friedrich Julius Stahl geprägt.
1852 ließ sich Gerlach für den Wahlkreis Köslin in das Abgeordnetenhaus des preußischen Landtags wählen und wurde im Jahr 1855 zum Begründer und Vorsitzenden der nach ihm („Fraktion Gerlach“) benannten konservativen Fraktion. Mit dem Beginn der Regentschaft Wilhelms I. (ab 1858, für seinen geistig erkrankten Bruder Friedrich Wilhelm IV.) verlor er sein Landtagsmandat wieder infolge einer beispiellosen Wahlniederlage der Konservativen und trat somit von der Führung der Konservativen Partei zurück, suchte aber als Verfasser der „Rundschau“ in der „Kreuzzeitung“ weiter seine politischen Anschauungen geltend zu machen.

### Späte Jahre und Bruch mit Bismarck
Den Krieg gegen Österreich von 1866 lehnte er aus Gründen der Solidarität mit den herrschenden Fürsten ebenso ab wie die Annexionen in Norddeutschland und das Herausdrängen Österreichs aus Deutschland, so in der Broschüre „Die Annexionen und der Norddeutsche Bund“ (1866). Im preußischen Landtag seit 1873 zeigte er sich als einer der heftigsten Gegner der Kirchengesetze des Bismarckschen Kulturkampfs und trat (als „Hospitant“) der Zentrumspartei bei. Damit zog er sich die persönliche Feindschaft Otto von Bismarcks zu, mit welchem er bis dahin jahrzehntelang befreundet gewesen und an dessen politischem Aufstieg er und sein Bruder Leopold nicht unwesentlich beteiligt waren. Wegen seines Aufsatzes „Die Civilehe und der Reichskanzler“ wurde gegen ihn im Jahr 1874 auf Betreiben Bismarcks Anklage wegen Verächtlichmachung der Obrigkeit (§ 131 StGB) erhoben. Gerlach wurde in der Folge zu einer Geldstrafe verurteilt und die Verbreitung der Schrift wurde verboten, was ihren Absatz nur umso mehr steigerte. Gerlach nahm daraufhin freiwilligen Abschied als Gerichtspräsident in Magdeburg, welchen Wilhelm I. ihm gewährte.

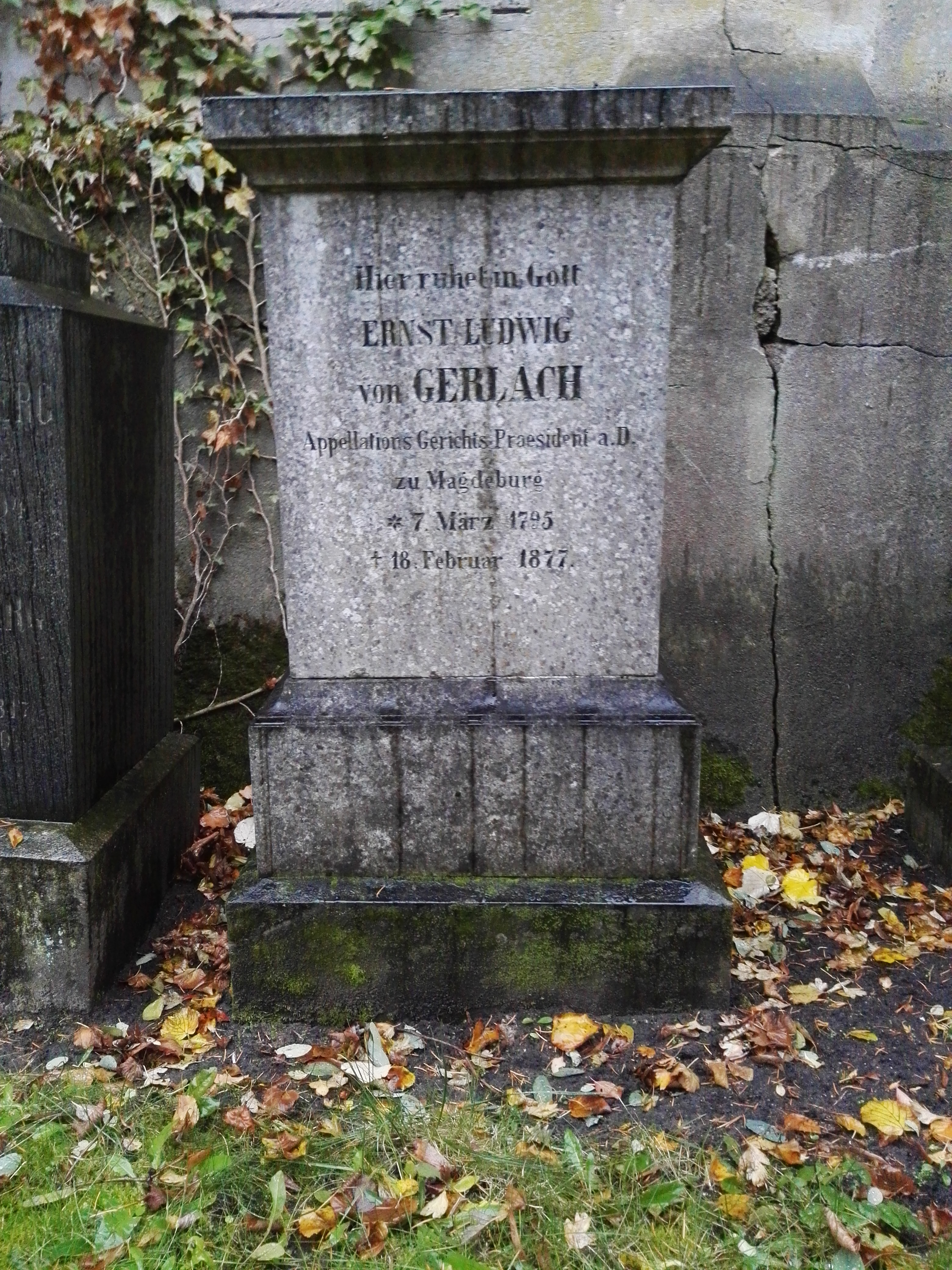
Grabstätte

1877 wurde er zum Reichstagsabgeordneten der Welfen-Partei für den Wahlkreis Hannover 4 (Osnabrück) gewählt, wobei er sich im Reichstag als Hospitant der Zentrumsfraktion anschloss. Doch vier Tage vor der Konstituierung des Reichstags starb Ernst Ludwig von Gerlach am 18. Februar 1877 81-jährig an den Folgen eines Verkehrsunfalls, welcher sich am Abend des 16. an der Schöneberger Brücke in Berlin ereignet hatte. Er ist auf dem Dom-Friedhof II in Berlin-Mitte bestattet.
Das Urteil der Geschichtswissenschaft über Gerlach fällt durchaus ambivalent aus. Der Historiker Hans-Joachim Schoeps betonte vor allem Gerlachs religiöse Grundmotivation:

„Alles in allem war Gerlach ein weniger historisch als systematisch orientierter Geist, jedoch kein Mann der objektiven Wissenschaft [...]. Im letzten muß er wohl als systematischer Theokrat gesehen werden, seines Zeichens wohl der einzige in der modernen Geschichte. Er glaubte an das Reich Gottes und betrachtete es als ein politisches System; er sah auf das Treiben des Tages und hielt ihm die ewigen Forderungen Gottes entgegen – als politische Parolen. Nur von dieser Erkenntnis aus erschließt sich das Verständnis des Mannes und seines Wirkens. Jede nur politisch-historische Kritik versagt demgegenüber, weil es ihm um Metapolitisches ging, um etwas, das mehr als Geschichte ist.“

### Familie
Gerlach war zwei Mal verheiratet. Zunächst heiratete er auf Trieglaff Auguste von Oertzen (* 27. November 1802; † 6. April 1826). Nach dem Tod seiner ersten Frau heiratete er 1828 in Berlin Luise von Blankenburg (* 20. September 1805; † 8. Juli 1858). Beide Ehen waren kinderlos.

## Gerlach-Archiv
Der Nachlass Ernst Ludwig von Gerlachs bildet heute den Kernbestand des Gerlach-Archivs, des Familienarchivs der Gerlachs, welches Hans-Joachim Schoeps im Jahre 1954 für die Universität Erlangen-Nürnberg akquirieren konnte. Den Schwerpunkt der Bestände bildet das sog. „Rohrbecker Archiv“, das den umfangreichen Briefwechsel Ludwig von Gerlachs (ca. 15.000 Briefe von fast 9.000 Korrespondenten), sowie einiger Verwandter, verschiedenstes dienstliches und politisches Schriftgut sowie seine Tagebücher (1815–1877) enthält. Es befindet sich heute am politikwissenschaftlichen Institut der Universität und wurde von 2012 bis 2015 neu erschlossen. Seit Abschluss des Erfassungsprojekts im Frühjahr 2015 sind die Bestände des Archivs im Kalliope-Verbundkatalog für Autographen und Nachlässe vollständig katalogisiert.